# 客観性 (哲学)
客観性（きゃっかんせい、英語: Objectivity）は哲学的概念であり、知覚または感情または想像に起因する個人的主観から独立して真であるとする概念。
命題はその真理条件が直観的主観に起因するとされるバイアスなしに満たされたときに客観的真理を持つとみなされる。科学的客観性はえこひいきや外部からの影響なしに判断できる能力を指し、時には中立性の同義語として使われる。 

## 知識の客観性
プラトンは幾何学を普遍的真理に関わる観念論のひとつの条件とみなした。彼の客観性と意見の対比は、現実と心理と存在の問いを解くことに哲学が熱中する基礎になった。彼は意見を移り変わる感性の領域とみなし、固定した永遠の無形物とは逆のものだとした。プラトンはわれわれがどうモノを知っているかと、モノの存在論的状態を区別したが、ジョージ・バークリーなどの主観主義は知覚に依存している。プラトンの主張では、主観主義への批判は、知識と意見と主観的知識を区別するのは難しいというものになる。
プラトンの観念論は形而上学的客観主義の一形態であり、イデアは個体から独立して存在するとみなす。一方、バークリーの経験的観念論は、モノは知覚されたときだけ存在するとする。両アプローチは客観性への試みを誇る。プラトンの客観性に対する定義は彼の数学と形而上学に基づいた認識論に見つけられ、そこではモノとイデアの存在論的状態に関する知識は不変であるとされる。
哲学者ルネ・デカルトの個人的演繹の方法とは反対に、自然哲学者のアイザック・ニュートンは比較的客観的な科学的方法を仮説を作る前に証拠を探すために適用した。部分的にカントの理性主義への反応として、論理学者ゴットロープ・フレーゲは客観性を彼の認識論的・形而上学的哲学に適用した。もし現実が意識から独立して存在するなら、現実は論理的に、言語で表せない複数個の形態を含むものとなる。客観性は、真理値を含む命題で形成された真理の定義を要求する。客観的構成物を作る試みは、モノの現実への存在論的コミットメントを具体化するものである。
客観的現実を評価と理解する上での知覚の重要性は、量子力学の観察者効果で議論されている。直接または素朴実在論者は知覚を客観的現実を観察するキーとして頼るが、道具主義者は観察は客観的現実を予測するものとして有用だとする。これらの考えを取り囲む概念は科学哲学にとって重要である。心の哲学は客観性が恒常現象に依存するかどうかを探求する。

## 倫理学における客観性

### 倫理的主観主義
"倫理的主観主義"という用語は倫理学の二つの別個の理論をカバーする。認識バージョンの倫理的主観主義によれば、倫理的ステートメントの真理は人々の価値、態度、感覚、または信念に依存する。認知主義的倫理的主観主義は実在論の形態として見なすことができるものもあれば、反実在論の形態として見なすことのできるものもある。デイヴィッド・ヒュームは認知的倫理的主観主義の代表的な人物である。ヒュームの理論の標準的な解釈では、人格の特性は同情的で見識のある合理的な人間の観察者の承認の感情を呼び起こせば道徳的美徳と見なせる。同じように、ロデリック・ファースの理想的観察者理論は正しい行いとは公平で理性的な観察者が承認するものだとする。別の倫理的主観主義者であるウィリアム・ジェームズは目的は当人から望まれるケースにおいてのみ（その人にとって）よいとした（倫理的利己主義を参照）。情動主義や規範主義や表現主義などの倫理的主観主義の非認知的バージョンによれば、倫理的ステートメントは真や偽には全くならない。むしろ、倫理的ステートメントは感情や命令の表現なのであるとする。例えば、アルフレッド・エイヤーの情動主義では、「殺人は悪である」というステートメントは「殺人、Boo！」という感情と等しい。

### 倫理的客観主義
倫理的客観主義者によれば、典型的な倫理判断の真理や偽りは人やグループの信念や感情には依存しない。この見方は倫理的命題は化学や生物学や歴史についての命題と類似しているとし、倫理的命題は人が何を信じ、希望し、望み、感じたとしても真であるとする。倫理的命題がこの意識とは独立した倫理の現実を記述し損なった時、倫理的命題は人が何を信じ、希望し、望み、感じたとしても偽である。
倫理的客観主義には、宗教的な倫理の見方や、プラトン的直観主義、 カント哲学、 功利主義、さらにある種の倫理的利己主義や社会契約論などたくさんの種類がある。プラトン主義者は倫理的客観主義をより狭い意味で定義し、よって倫理的客観主義は内在的価値の存在を要求するということに留意してほしい。結果として、プラトン主義者は社会契約論者や利己主義者が倫理的客観主義者になれるという考えを否定する。同様に、客観主義は参照フレームの起源に優位性を置き、そして、どんな恣意的な参照フレームも究極的には推移的特性による倫理的主観主義の形であるとする。フレームが偶発的に現実と一致して、判断の基準として使われたとしてもである。

## 関連文献
- Bachelard, Gaston. La formation de l'esprit scientifique : contribution à une psychanalyse de la connaissance. Paris: Vrin, 2004. ISBN 2-7116-1150-7.
- Castillejo, David. The Formation of Modern Objectivity. Madrid: Ediciones de Arte y Bibliofilia, 1982.
- Kuhn, Thomas S. The Structure of Scientific Revolutions. Chicago: University of Chicago Press, 1996, 3rd ed. ISBN 0-226-45808-3.
- Megill, Allan. Rethinking Objectivity. London: Duke UP, 1994.
- Nagel, Ernest. The Structure of Science. New York: Brace and World, 1961.
- Nagel, Thomas. The View from Nowhere. Oxford: Oxford UP, 1986
- Nozick, Robert. Invariances: the structure of the objective world. Cambridge: Harvard UP, 2001.
- Popper, Karl. R. Objective Knowledge: An Evolutionary Approach. Oxford University Press, 1972. ISBN 0-19-875024-2.
- Rescher, Nicholas. Objectivity: the obligations of impersonal reason. Notre Dame: Notre Dame Press, 1977.
- Rorty, Richard. Objectivity, Relativism, and Truth. Cambridge: Cambridge University Press, 1991
- Rousset, Bernard. La théorie kantienne de l'objectivité, Paris: Vrin, 1967.
- Schaeffler, Israel. Science and Subjectivity. Hackett, 1982. Voices of Wisdom; a multicultural philosophy reader. kessler